# Cavacoa baldwinii
Cavacoa baldwinii là một loài thực vật có hoa trong họ Đại kích. Loài này được (Keay & Cavaco) J.Léonard mô tả khoa học đầu tiên năm 1955.